# Wołowice
Wołowice – wieś w Polsce położona w województwie małopolskim, w powiecie krakowskim, w gminie Czernichów.

## Położenie
Wieś znajduje się na lewym brzegu Wisły w mezoregionie zwanym Rowem Skawińskim w obrębie makroregionu Brama Krakowska. W końcu XVI wieku znajdowała się w powiecie śląskim województwa krakowskiego i była własnością klasztoru norbertanek na Zwierzyńcu w Krakowie. W latach 1975–1998 miejscowość administracyjnie należała do województwa krakowskiego.

## Historia
Według opisu w Słowniku geograficznym Królestwa Polskiego i innych krajów słowiańskich Wołowice były wsią rozrzuconą i składały się z dwu większych i 11 drobnych osad. Części te są Grotowa (18 dm., 85 mk.), Zaprzeżyta (6 dm., 30 mk.), Niwka (6 dm., 36 mk.), Sułkowa (3 dm., 12 mk.), Dziadówka (3 dm., 22 mk.), Krzemienik (13 dm., 70 mk.), Na Wyspie (5 dm., 30 mk.), Podzagacie (14 dm., 78 mk.), Podedworem (12 dm., 69 mk.), Wężyce (5 dm., 22 mk.), Wołowice (80 dm., 594 mk.) i Zawierzbie (8 dm., 39 mk.). W ogóle 183 dm. 5 1087 mk., w tej liczbie 17 izraelitów.
Obszar tabularny składają dwie części pierwsza (klasztoru norbertanek na Zwierzyńcu) ma 299 mr., druga (Józefa Bachora) 76 mr.; pos. mniejsza 646 mr. Gleba urodzajna. Wieś ta wedle bulli Grzegorza IX z r. 1229 należała do klasztoru tynieckiego, który następnie, przed połową XV w. , zamienił Wołowice z klasztorem norbertanek w Krakowie na pobliskie Liszki i sołtystwo w Kolberku zapewne Kolbark, w pow. olkuskim. We wsi obok łanów km. była karczma, zagrodnicy, młyn, folwark. Podany przez Długosza opis jest niewykończony (Lib. Ben., III, 61, 62.) W r. 1581 klasztor płaci od 8 półłanków km. , 10 zagr. z rolą, 2 rzem., 1 komor. Wołowice obecnie graniczą na zach. z Czernichowem i Zagaciem, na wschód z Jeziorzanami i Ściejowicami, na płn. z Nową Wsią i Dąbrową.
29 maa 1921 obchodzono rocznicę stulecia założenia szkoły powszechnej w Wołowicach.

## Części miejscowości
| SIMC    | Nazwa        | Rodzaj     |
| ------- | ------------ | ---------- |
| 0316298 | Brzeg        | część wsi  |
| 0316306 | Czworak      | część wsi  |
| 0316312 | Dziadówka    | część wsi  |
| 0316329 | Galatówka    | część wsi  |
| 0316335 | Grotowa      | część wsi  |
| 0316341 | Karasiówka   | część wsi  |
| 0316358 | Kmiecie      | część wsi  |
| 0316364 | Krzemiennik  | część wsi  |
| 0316370 | Niwka        | część wsi  |
| 0316387 | Pichonówka   | część wsi  |
| 0316393 | Podedwór     | część wsi  |
| 0316401 | Podłęże      | część wsi  |
| 0316418 | Podzagacie   | część wsi  |
| 0316424 | Przebińdówka | część wsi  |
| 0316430 | Skotnia      | część wsi  |
| 0316447 | Sułkowa      | część wsi  |
| 0316453 | Wędzące      | część wsi  |
| 0316460 | Wyspa        | część wsi  |
| 0316476 | Zakracie     | część wsi  |
| 0315962 | Zawale       | przysiółek |
| 0316482 | Zawierzbie   | część wsi  |

## Zabytki
- Zespół dworski, który obejmuje: dwór (obecnie przedszkole).

## Urodzeni w Wołowicach
- Paweł Kapusta (1899–1981), starszy sierżant Wojska Polskiego, kawaler Orderu Virtuti Militari
- Tadeusz Styczeń (1931–2010), ksiądz, profesor zwyczajny Katolickiego Uniwersytetu Lubelskiego